# Helmestausee Berga-Kelbra (Anteil Sachsen-Anhalt)
Helmestausee Berga-Kelbra (Anteil Sachsen-Anhalt) este o arie protejată (arie de protecție specială avifaunistică — SPA) din Germania întinsă pe o suprafață de 784 ha, integral pe uscat.

## Localizare
Centrul sitului Helmestausee Berga-Kelbra (Anteil Sachsen-Anhalt) este situat la coordonatele 51°26′28″N 10°59′39″E / 51.4411°N 10.9942°E.

## Înființare
Situl Helmestausee Berga-Kelbra (Anteil Sachsen-Anhalt) a fost declarat arie de protecție specială avifaunistică în noiembrie 1992 pentru a proteja 117 specii de animale.

## Biodiversitate
Situată în ecoregiunea continentală, aria protejată nu include niciun habitat protejat.
La baza desemnării sitului se află mai multe specii protejate de  păsări (117): lăcar mare (Acrocephalus arundinaceus), pitulice de apă (Acrocephalus paludicola), lăcar-de-rogoz (Acrocephalus schoenobaenus), fluierar de munte (Actitis hypoleucos), pescăruș albastru (Alcedo atthis), rață sulițar (Anas acuta), rață lingurar (Anas clypeata), rață mică (Anas crecca crecca), rață fluierătoare (Anas penelope), Anas platyrhynchos platyrhynchos, rață cârâitoare (Anas querquedula), Anas strepera strepera, Anser albifrons albifrons, gâscă cenușie (Anser anser), gâscă cu cioc scurt (Anser brachyrhynchus), gâscă de semănătură (Anser fabalis), acvilă de munte (Aquila chrysaetos), acvilă țipătoare mică (Aquila pomarina), Ardea cinerea cinerea, Ardea purpurea purpurea, pietruș (Arenaria interpres), rață-cu-cap-castaniu (Aythya ferina), rața moțată (Aythya fuligula), Aythya marila, rață roșie (Aythya nyroca), buhai de baltă (Botaurus stellaris stellaris), Branta leucopsis, Bucephala clangula, șorecarul comun (Buteo buteo), Calidris alba, fugaci de țărm (Calidris alpina), Calidris canutus, fugaci roșcat (Calidris ferruginea), fugaci mic (Calidris minuta), fugaci pitic (Calidris temminckii), egretă mare (Casmerodius albus albus), Charadrius dubius curonicus, prundaș gulerat mare (Charadrius hiaticula), chirichița cu obraz alb (Chlidonias hybrida), chirighiță neagră (Chlidonias niger), barză albă (Ciconia ciconia ciconia), barză neagră (Ciconia nigra), erete de stuf (Circus aeruginosus), erete vânăt (Circus cyaneus), erete cenușiu (Circus pygargus), prepeliță (Coturnix coturnix), cristeiul de câmp (Crex crex), Cygnus columbianus bewickii, lebădă de iarnă (Cygnus cygnus), lebădă de vară (Cygnus olor), egretă mică (Egretta garzetta), șoim de iarnă (Falco columbarius), Falco peregrinus peregrinus, Fulica atra atra, becațină comună (Gallinago gallinago), Gallinula chloropus chloropus, Gavia arctica arctica, Grus grus grus, scoicar (Haematopus ostralegus), codalb (Haliaeetus albicilla), sfrâncioc roșiatic (Lanius collurio), sfrâncioc mare (Lanius excubitor excubitor), Larus argentatus, pescăruș argintiu (Larus cachinnans), pescăruș sur (Larus canus), Larus fuscus intermedius, pescăruș-cu-cap-negru (Larus melanocephalus), Larus michahellis, pescăruș mic (Larus minutus), pescăruș râzător (Larus ridibundus), sitar de mal nordic (Limosa lapponica), Limosa limosa limosa, grelușelul-de-tufiș (Locustella fluviatilis), grelușel-de-zăvoi (Locustella luscinioides), Luscinia svecica cyanecula, Melanitta fusca fusca, ferestraș mic (Mergus albellus), Mergus merganser merganser, Mergus serrator, presură sură (Miliaria calandra), gaia neagră (Milvus migrans), gaia roșie (Milvus milvus), rață cu ciuf (Netta rufina), Numenius arquata arquata, Numenius phaeopus, Nycticorax nycticorax nycticorax, pietrar sur (Oenanthe oenanthe), vultur pescar (Pandion haliaetus), pițigoi de stuf (Panurus biarmicus), viespar (Pernis apivorus), cormoran mare (Phalacrocorax carbo carbo), notatița cu ciocul subțire (Phalaropus lobatus), bătăuș (Philomachus pugnax), ploier auriu (Pluvialis apricaria), ploier argintiu (Pluvialis squatarola), Podiceps auritus auritus, Podiceps cristatus cristatus, Podiceps grisegena grisegena, Podiceps nigricollis nigricollis, cresteț pestriț (Porzana porzana), Rallus aquaticus aquaticus, ciocântors (Recurvirostra avosetta), mărăcinar (Saxicola rubetra), eider (Somateria mollissima), chiră mică (Sterna albifrons), pescăriță mare (Sterna caspia), chiră de baltă (Sterna hirundo), Sterna paradisaea, silvie porumbacă (Sylvia nisoria), Tachybaptus ruficollis ruficollis, călifar alb (Tadorna tadorna), fluierar negru (Tringa erythropus), fluierar de mlaștină (Tringa glareola), fluierar cu picioare verzi (Tringa nebularia), fluierarul de zăvoi (Tringa ochropus), fluierarul cu picioare roșii (Tringa totanus), nagâț (Vanellus vanellus).
Pe lângă speciile protejate, pe teritoriul sitului au mai fost identificate 1 specie de păsări.